# Маєр Балабан
Маєр Самуель (Шмуель) Балабан (пол. Majer Bałaban, івр. מאיר בלבן; 20 лютого 1877, Львів — 26 грудня 1942, Варшава) — польський історик єврейського походження, орієнталіст, педагог, рабин.

## Життєпис
Маєр Балабан народився 20 лютого 1877 року у Львові, в родині Александра Балабана та Матильди з Маєрів.
1890 року закінчив Цісарсько-королівську гімназію імені Яна Длугоша у Львові. У 1895—1897 роках вивчав право, а у 1902—1904 роках історію та філософію у Львівському університеті під керівництвом Шимона Ашкеназі. Докторський ступінь здобув у 1904 році. З 1904/1905 навчального року на посаді заступника вчителя викладав релігію давніх юдеїв у молодшій школі IV Цісарсько-королівської гімназії у Львові, після чого у 1909/1910 навчальному році переведений до IV Цісарсько-королівської гімназії у Львові. Викладав релігію давніх юдеїв у приватній жіночій гімназії Софії Стшалковської (нині — львівська середня загальноосвітня школа I—III ступенів № 6), що на вул. Зеленій, 22 у Львові.
Під час першої світової війни Маєр Балабан мобілізований до австро-угорського війська, де служив військовим рабином у Любліні. По війні він оселився у Варшаві, де був співзасновником та ректором рабинської семінарії «Тахкемоні» (у перекладі з івриту — «Знання»), заснованої за ініціативою партії мізрахі. 1930 року він покинув роботу в семінарії після конфлікту з Мойзесом Соловейчиком, який звинуватив Балабана у негативному впливі на молодь. У 1928 році він здобув габілітацію у Варшавському університеті.
Він був співзасновником Інституту юдейських наук у Варшаві, професором якого був з 1928 року. Він читав лекції у Вільному польському університеті, в єврейській гімназії «Аскола», а 1936 року став професором Варшавського університету. Він також працював у Міністерстві релігійних конфесій та народної освіти Польської Республіки. У 1940 році його переселили у варшавське гетто, де він очолив Архівний відділ Юденрату. У 1941 році він став головним рабином синагоги імені подружжя Залмана та Ривки Ножиків у Варшаві.
Він загинув за невідомих обставин і, за однією з версій, покінчив життя самогубством, а за іншою, від серцевого нападу у Варшавському гетто. Похований на єврейському цвинтарі при вулиці Окоповій у Варшаві (поле 9, ряд 10).

## Праці
Автор праць з історії євреїв в Україні, Польщі, Австрії. Обґрунтував погляд, що найстаріша єврейська громада Львова виникла в княжу добу на місці пізнішого передмістя Підзамче. Впровадив до наукового обігу численні документи з історії євреїв Львова XVI—XIX століть. Перша наукова праця присвячена історії синагоги «Золота Роза» у Львові вийшла друком у 1902 році.
Опублікував понад 1000 праць 5 мовами, нижче перелічені лише деякі з них:
- 1903 — Przegląd literatury historii Żydów w Polsce [Архівовано 24 червня 2021 у Wayback Machine.];
- 1904 — Izak Nachmanowicz — Żyd lwowski XVI wieku. Studyum historyczne [Архівовано 24 червня 2021 у Wayback Machine.];
- 1906 — Żydzi lwowscy na przełomie XVI i XVII wieku [Архівовано 24 червня 2021 у Wayback Machine.];
- 1909 — Dzielnica żydowska, jej dzieje i zabytki [Архівовано 14 червня 2021 у Wayback Machine.];
- 1914 — Bagno głębokie // Sprawy i rzeczy ukraińskie. Materyały do dziejów kozaczyzny i hajdamaczyzny. [Архівовано 24 червня 2021 у Wayback Machine.]
- 1916 — Dzieje Żydów w Galicyji i w Rzeczypospolitej Krakowskiej 1772—1868 [Архівовано 24 червня 2021 у Wayback Machine.];
- 1928 — Kiedy i skąd przybyli Żydzi do Polski; wykład habilitacyjny na Wydziale Humanistycznym Uniwersytetu Warszawskiego, wygłoszony dnia 5 czerwca 1928 roku [Архівовано 24 червня 2021 у Wayback Machine.];
- 1932 — Z zagadnień ustrojowych żydostwa polskiego [Архівовано 24 червня 2021 у Wayback Machine.];
- 1938 — Żydzi w powstaniu 1863 r. [Архівовано 24 червня 2021 у Wayback Machine.].

## Родина
- Батьки — Александер Балабан та Матильда (з Маєрів) Балабан.
- Дружина — Ґізела Альтер, з якою одружився у 1911 році.

## Вшанування
1992 року на честь Маєра Балабана названо одну з вулиць у Галицькому районі міста Львова.